# Bode und Selke im Harzvorland
Bode und Selke im Harzvorland ist die Bezeichnung eines FFH-Gebietes in den Städten Falkenstein/Harz, Quedlinburg, Thale und Wegeleben und den Gemeinden Ditfurt und Selke-Aue im Landkreis Harz, den Städten Seeland, Egeln, Hecklingen und Staßfurt und den Gemeinden Bördeaue und Börde-Hakel im Salzlandkreis und den Städten Oschersleben (Bode), Gröningen und Wolmirstedt im Landkreis Börde in Sachsen-Anhalt.

## Allgemeines
Das FFH-Gebiet ist circa 151 Hektar groß und umfasst linienhafte Teile mit einer Gesamtlänge von circa 104 Kilometern (beim Bundesamt für Naturschutz ist die Größe mit 276 Hektar angegeben). Es grenzt an das hier als Naturschutzgebiet „Bodetal“ ausgewiesene FFH-Gebiet „Bodetal und Laubwälder des Harzrandes bei Thale“ und an das FFH-Gebiet „Selketal und Bergwiesen bei Stiege“, beide gleichzeitig Bestandteil des EU-Vogelschutzgebietes „Nordöstlicher Unterharz“, das FFH-Gebiet „Großes Bruch bei Wulferstedt“ und das Landschaftsschutzgebiet „Großes Bruch/Aueniederung“ und überlagert sich teilweise mit den Landschaftsschutzgebieten „Harz und nördliches Harzvorland“, „Harz“, „Bode-Selke-Aue und angrenzende Hochterrasse“, „Bodeniederung“ und „Bodeniederung mit angrenzenden Hochflächen“. Ein Abschnitt des FFH-Gebietes nordöstlich von Thale liegt innerhalb des Naturschutzgebietes „Teufelsmauer und Bode nordöstlich Thale“. Es ist durch die Landesverordnung zur Unterschutzstellung der Natura 2000-Gebiete im Land Sachsen-Anhalt (N2000-LVO LSA) seit dem 21. Dezember 2018 rechtlich gesichert. Zuständige untere Naturschutzbehörden sind die Landkreise Harz, Salzlandkreis und Börde.

## Beschreibung
Das FFH-Gebiet erstreckt sich entlang der Fließgewässer Bode zwischen Thale und Staßfurt und Selke zwischen Meisdorf und der Mündung der Selke in die Bode bei Rodersdorf und umfasst die Fließgewässer mit ihren Uferbereichen und teilweise daran anschließende, überwiegend bewaldete Flächen. Die aus dem Harz austretenden Abschnitte der Fließgewässer bis Quedlinburg bzw. Falkenstein/Harz liegen innerhalb des Naturparks Harz/Sachsen-Anhalt.
Bode und Selke sind Fließgewässer mit teilweise flutender Wasservegetation unter anderem aus Flutendem Wasserhahnenfuß, Schmalblättrigem Merk, Schwanenblume und Bachbunge. Die Fließgewässer werden von Weichholzauwäldern aus Schwarzerle, Gemeiner Esche, verschiedenen Weidenarten und einigen Stieleichen begleitet, die über weite Strecken nur schmal in Form von Galeriewäldern ausgebildet sind. Am Unterlauf der Bode sind sporadisch auch schmale Hartholzauwälder ausgebildet. An gehölzfreien Ufern der Fließgewässer sind feuchte Hochstaudenfluren unterschiedlicher Ausprägungen ausgebildet. Eingewanderte Neophyten, insbesondere Drüsiges Springkraut und Kanadische Goldrute, verdrängen die heimischen Arten und bilden teilweise Massenbestände, die mit Brennnesselfluren und Weidengebüschen vergesellschaftet sind.
An die Uferbereiche der Fließgewässer schließen sich vielfach beweidete Grünländer an, zum Teil auch direkt Ackerflächen. Die Grünländer sind relativ artenarm mit Wolligem Honiggras, Rotem Straußgras, Wiesenfuchsschwanz und Pastinak.
Über Elbe und Saale wandert der Biber in das Gebiet ein. Entlang der Bode existieren unterhalb von Quedlinburg mehrere Ansiedlungen. Abschnittsweise beherbergt die Bode Vorkommen von Groppe und Bachneunauge. Das FFH-Gebiet ist Nahrungshabitat verschiedener Fledermausarten.